# إيناس الدغيدي
إيناس الدغيدي (10 مارس 1953 -)، مخرجة سينمائية مصرية.

## سيرة
تخرجت إيناس عبد المنعم الدغيدي من المعهد العالي للسينما في القاهرة العام 1975. أخرجت فيلمها الأول في العام 1985 وتعتبر أول امرأة تخرج أفلاماً روائية طويلة في مصر. أخرجت 16 فيلما روائيا طويلاً.
اقتحمت مجال الإنتاج السينمائي من خلال شركة «فايف ستارز» حيث أنتجت 7 أفلام روائية وهي استاكوزا - دانتيلا- الوردة الحمراء - كلام الليل - الحكاية دول حكاية مع المخرج أحمد السبعاوي الذي قام بإستبدال المخرجة إيناس الدغيدي به - مذكرات مراهقة - الباحثات عن الحرية - ما تيجي نرقص وجميعها من إخراج إيناس الدغيدي، ولاقت بعض أفلامها جدلاً حاداً من البعض بدعوى الموضوعات أو المشاهد.
أدلت في 2008 خلال مقابلة تليفزيونية عن رأيها القاضي بالسماح بترخيص مهنة الدعارة في مصر، حيث تعتقد «أن السماح بها قانونيا يمنح الدولة الإشراف الطبي والجنائي على ممارسي هذه المهنة» الغير قانونية حسب القانون المصري، «بدلا من ممارستها في الخفاء ونشر الأمراض» حسب تعبيرها. وقد تعرضت لحملة ضدها من معارضين لما اقترحته.

## أفلام من إخراجها
- عفوا أيها القانون 1985.
- زمن الممنوع 1987.
- التحدي 1989.
- قضية سميحة بدران 1989.
- امرأة واحدة لا تكفي 1990.
- القاتلة 1991.
- ديسكو ديسكو 1994.
- لحم رخيص 1995.
- إستاكوزا 1996.
- دانتيلا 1998.
- كلام الليل 1998.
- الوردة الحمراء 2000.
- مذكرات مراهقة 2001.
- الباحثات عن الحرية 2004.
- ما تيجي نرقص 2006.
- مجنون أميرة 2009

## جوائز وتكريم
نالت إيناس الدغيدي العديد من الجوائز والتكريمات داخل مصر وخارجها منها:
- جائزة العمل الأول من الجمعية المصرية لفن السينما العام 1985.
- شهادة تقدير من مجلس نقابة المهن السينمائية العام 1986.
- جائزة تقدير من الجمعية المصرية لكُتاب ونُقاد السينما العام 1989.
- جائزة من المهرجان القومي الحادي عشر للفنون المصرية.
- جائزة أحسن إخراج من مهرجان الأسكندرية السينمائي الدولي الثالث عشر العام 1997.
- جائزة الإنتاج المتميز من مهرجان الأسكندرية السينمائي الدولي الثالث عشر العام 1997.
- شهادة تقدير من مهرجان بيونغ يانغ السينمائي الدولي وجائزة أحسن إخراج عن فيلم دانتيلا العام 1998.
- جائزة أفضل فيلم من مهرجان القاهرة السينمائي الدولي العام 2001.
- جائزة شكر من مهرجان بيروت السينمائي العام 2001.
- جائزة أفضل فيلم من مهرجان القاهرة السينمائي الدولي العام 2004.
- شهادة تقدير من مهرجان جمعية الفيلم السنوي الثاني والثلاثين لجمعية السينما 2005.

هذا - فضلا - عن عدة جوائزَ وشهادات تقدير وتكريمات.

## وصلات خارجية
- إيناس الدغيدي على موقع IMDb (الإنجليزية)
- إيناس الدغيدي على موقع الدهليز
- إيناس الدغيدي على موقع قاعدة بيانات الأفلام العربية
- إيناس الدغيدي على موقع ألو سيني (الفرنسية)
- إيناس الدغيدي على موقع قاعدة بيانات الفيلم (الإنجليزية)
- إيناس الدغيدي على موقع كينوبويسك (الروسية)